# 박가인
박가인(1990년 7월 18일 ~ )는 대한민국을 기반으로 활동하는 미술인이자 복합문화공간 및 디자인 스튜디오 경영인이다. 그가 경영했던 을지로 육일봉은 2019년부터 2025년까지 운영되었고, 현재는 ABT의 공동 경영인을 맡고 있다.

## 전시
- 2023 Hornystly Love You - 박가인 개인전, SPACE XX
- 2023 어느 정도 예술공동체: 부기우기 미술관, 울산시립미술관[2][3]
- 2021 Fortune Telling: 운명상담소, 일민미술관[4][5]
- 2019 사는 게 왜 이렇게 재미가 없냐, 아트포럼리[6]
- 2019 아트경기 미술장터[7]
- 2018 마계인천, 국립현대미술관, 서울[8]
- 2018 Shifting Surfaces, 난지 미술 창작 스튜디오, 서울
- 2018 딥프라이 – 플레이스 막 인천 개관전, 플레이스 막, 인천
- 2017 개인전, Double Penetrating – 엎친 데 덮친 격, 니트, 서울
- 2016 코스모스 다방, 국립현대미술관, 과천
- 2016 ZK/Uale, Zk/U, 독일, 베를린
- 2016 BJ안나의 속 내음, 쿤스트 말 Artist talk program, ZK/U, 독일, 베를린
- 2016 Staring at you Staring at me, Khiasma, 프랑스, 파리
- 2015 癲 미칠, 전, 대안공간 루프, 서울
- 2015 단발머리소녀 은혜의 性스러운 판타지, 아마도 예술 공간, 서울
- 2014 공장미술제 – 생산적인, 너무나 생산적인, 문화역서울284, 서울
- 2014 떠나, 돌아오지 마!, 아마도 예술 공간, 서울

## 언론보도
- 2023 조선일보, 박가인 'Hornystly Love You'展[9]
- 2023 비슬라매거진, 아버지의 무료한 삶을 기록한 시리즈, 박가인 작가의 ‘why there is no fun in my life’[10]
- 2019 인천in, 예술로 풀어내는 갈등과 부조리[11]